# Shōhei Matsunaga
Shōhei Matsunaga (jap. 松永 祥兵, Matsunaga Shōhei; * 7. Januar 1989 in Mishima, Präfektur Shizuoka) ist ein japanischer Fußballspieler.

## Karriere
Matsunaga begann seine Profikarriere im Sommer 2008 beim FC Schalke 04, wo er mit der zweiten Mannschaft in der Regionalliga West spielte. Im Januar 2010 kehrte er zu seiner Heimatmannschaft, der Mannschaft der Kokushikan-Universität, zurück. Im Sommer 2010 wechselte er zum Ehime FC, mit dem er in der J. League Division 2 spielte. Nach einem halben Jahr verließ er den Verein wieder und wechselte zum Indonesia-Super-League-Verein Persib Bandung. Auch dort blieb er nur ein halbes Jahr und spielt nun für Persiba Balikpapan.